# Marlon Ayoví
Marlon Ayoví (Guayaquil, 27 september 1971) is een Ecuadoraanse profvoetballer.

## Clubcarrière
Ayoví is een middenvelder die het grootste deel van zijn carrière, van 1993 tot 2006, voetbalde bij Deportivo Quito. In 2006 ging hij spelen voor Universidad Católica dat uitkomt in de tweede divisie, maar een jaar later was hij alweer terug op het hoogste niveau bij Barcelona Sporting Club.

## Interlandcarrière
Ayoví heeft een lange geschiedenis in het nationale elftal. Hij speelde zijn eerste interland op 14 oktober 1998 tegen Brazilië en maakte zowel deel uit van de selectie voor het WK voetbal 2002 als voor het WK voetbal 2006. Tijdens het WK 2006 was hij de oudste speler in de Ecuadoraanse selectie en kwam hij eenmaal in actie. Ayoví speelde 76 interlands, waarin hij vijfmaal tot scoren kwam.
| WK-statistieken                | Club            | Positie    | W |   |   | D | A |   |   |   |
| ------------------------------ | --------------- | ---------- | - | - | - | - | - | - | - | - |
| Ecuador op het WK voetbal 2002 | Deportivo Quito | Verdediger | 3 | 2 | 0 | 0 | 0 | 0 | 0 | 0 |
| Ecuador op het WK voetbal 2006 | Deportivo Quito | Verdediger | 1 | 1 | 0 | 0 | 0 | 0 | 0 | 0 |